# Rolf Muchow
Rolf Muchow (* 17. Februar 1951) ist ein ehemaliger deutscher Fußballspieler.

## Werdegang
Der Mittelfeldspieler Rolf Muchow begann seine Karriere beim Verein SuS Herford, der nach einer Fusion mit dem Herforder SC 07/08 im Jahre 1972 zum SC Herford fusionierte. Mit den Herfordern wurde er in der Saison 1975/76 nach zwei Siegen über den SV Holzwickede zunächst Westfalenmeister und schaffte danach den Aufstieg in die 2. Bundesliga Nord. War Muchow während der Aufstiegssaison unter Trainer Dieter Garbers noch Stammspieler, so kam er unter dessen Nachfolger Otmar Calder kaum zum Zug. Sein Profidebüt beim 1:1 gegen die SG Union Solingen am 28. August 1976, bei dem Muchow für Dieter Suchanek eingewechselt wurde, blieb sein einziger Einsatz in der 2. Bundesliga. Trotz eines Zweijahresvertrages verließ Muchow den SC Herford zum Saisonende und spielte bis 1981 als Amateur beim SV Oetinghausen weiter.
Rolf Muchow konzentrierte sich daraufhin auf sein Medizinstudium an der Gottfried Wilhelm Leibniz Universität Hannover. Er schrieb eine Dissertation über ein Kind mit einem Herzfehler. Nach seinem Staatsexamen im Jahre 1979 arbeitete er am Klinikum Herford und wurde dort am 1. Juli 2002 Chefarzt der Kinder- und Jugendklinik. Ende 2015 ging Rolf Muchow in den Ruhestand.